# Binette Schroeder
Binette Schroeder, född 5 december 1939 i Hamburg, död 5 juli 2022 i Gräfelfing, Bayern, var en tysk grafiker och barnboksillustratör. Hon nominerades till Litteraturpriset till Astrid Lindgrens minne (ALMA) 2014.

## Biografi
Binette Schroeder föddes i Hamburg och växte upp i Garmisch-Partenkirchen i Bayern. Hon studerade bruksgrafik först vid en privatskola i München 1957-1960 och under åren 1961-1966 vid skolan för design i Basel. Efter studierna flyttade hon till Berlin där hon frilansade som grafiker, porträttfotograf och illustratör från 1967 till 1971. Binette Schroeder är gift med Peter Nickl som har skrivit texterna till flera av hennes böcker. Hon bor sedan 1971 i närheten av München.

## Böcker
Redan i 12-årsåldern skrev hon sin första bilderbok. Hennes konstnärliga genombrott kom 1969 med boken Lilla Lupin. Sedan dess har hon skrivit och illustrerat bilderböcker som har vunnit priser och översatts till tjugo språk. Tre av hennes böcker är översatta till svenska av Britt G. Hallqvist: